# This is the Time (Ballast)
«This Is the Time (Ballast)» — песня американской рок группы Nothing More. Песня была выпущена в качестве главного сингла с одноименного альбома Nothing More. Акустическая версия песни была выпущена позже как отдельный сингл. Песня была написана самой группой, Scott Stevens, Пако Эстрада, и Will Hoffman.

## Видеоклип
Видеоклип на песню был выпущен 22 апреля 2014 года. Видео начинается с вступительного трека «Ocean Floor» и показывает вокалиста Джонни Хокинса в океане, освободившегося от цепи. В следующей сцене, Хокинс идет к океану, прикованный ногой к валуну. Когда начинается «This is the Time (Ballast)», Хокинс бросает валун в океан, быстро опускаясь на дно. Он начинает бороться, пытаясь вырваться на свободу. В конце концов у него это получается, и он пытается выплыть обратно на поверхность. И в этот момент руки, с поверхности океана, начинают тянуть его со дна океана на берег. В конце концов он вырывается на свободу и остается один на пляже.

## Позиции в чартах
| Название чарта                               | Наивысшая позиция |
| -------------------------------------------- | ----------------- |
| США (Billboard Mainstream Rock)              | 2                 |
| США (Billboard Hot Rock & Alternative Songs) | 30                |
| США (Billboard Rock Airplay)                 | 18                |

## Дополнительные ссылки
- Official Music Video on YouTube